# Petr Němec (muzyk)
Petr Němec (ur. 15 czerwca 1950 w Ostrawie) – czeski piosenkarz, kompozytor i gitarzysta.
Występował z różnymi zespołami, m.in. Flamingo. Wykonywał duety, przeważnie z Marią Rottrovą lub z Věrą Špinarovą. Nagrał szereg czeskojęzycznych wersji zagranicznych utworów muzycznych. Jego duet z Rotrovą pt. Hej nebuď nesvá otrzymał w 1971 roku nagrodę publiczności (festiwal Bratislavská lýra).

## Dyskografia
- Flamingo (Supraphon 1970, reedycja Bonton 1996).
- This Is Our Soul (Supraphon/Artia 1971).

Źródło: